# 红皮椴
红皮椴（学名：Tilia paucicostata var. dictyoneura）为椴树科椴树属下的一个变种。

## 扩展阅读
- 維基物種上的相關：红皮椴